# 安日范
安日范 （アン・イルボム、朝鮮語: 안일범、英語: An Il-Bom、1990年12月2日 - ）は、朝鮮民主主義人民共和国（北朝鮮）のサッカー選手。ポジションはミッドフィールダー 。最上級蹴球連盟戦・4.25体育団所属。 

## キャリア
2009-10年シーズンに、小白水体育団の同僚だった李光一と明車鉉とともに、セルビア・プルヴァ・リーガ（当時）のFKラドニチュキ1923に移籍、翌年復帰。 
2010年に北朝鮮サッカー代表チームに選ばれ 、2013年のEAFF東アジアカップのメンバーに選ばれた。 
ユース時代にはAFC U-17選手権2006に出場したU-17北朝鮮代表にも選ばれており、 2007 FIFA U-17ワールドカップではキャプテンも務め 、全4試合に出場し1ゴールを挙げた 。また、AFC U-19選手権2008に出場した北朝鮮代表チームにも選ばれている。 
現在は北朝鮮に戻り、4.25体育団で背番号10番をつけてプレーしている。
AFCカップ2018では準決勝までの10試合で12ゴールを挙げて得点王に輝いた。

## 表彰
FKラドニチュキ1923
- セルビア・プルヴァ・リーガ ：2009–10 [1]